# Marcel Meijer (politiker)
 Ikke at forveksle med tv-værten Marcel Maijer.
Marcel Meijer (født 26. august 1966 i landsbyen Nieuwe Pekela, provinsen Groningen, Holland) er kommunalpolitiker og borgmester i Samsø Kommune, valgt første gang i 2014 for Socialdemokraterne. Han har boet i Danmark siden 1992, og blev dansk  statsborger i 2020.
Han blev første gang valgt i 2009
Den 21-11 2017 blev Marcel Meijer genvalgt til borgmester. Sammen med SF kan Socialdemokraterne danne flertal. Socialdemokratiet fik 41,3 procent af stemmerne, hvilket er en fremgang på 21,7 procentpoint. Dermed går Marcel Meijer og Socialdemokratiet fra tre til fem mandater i byrådet på Samsø og er nu øens største parti.